# Mauro Jörg
Mauro Jörg (* 29. April 1990 in Domat/Ems) ist ein ehemaliger Schweizer Eishockeyspieler, der zuletzt beim HC Fribourg-Gottéron in der Schweizer National League unter Vertrag stand.

## Karriere
Mauro Jörg begann seine Karriere im Nachwuchs des EHC Chur und wurde während der Saison 2006/07 an den EHC Arosa ausgeliehen. Dort machte er erste Erfahrungen in einer Herrenmannschaft, bevor er zum Saisonende nach Chur zurückkehrte. Während der Spielzeit 2007/08 debütierte er in der ersten Mannschaft seines Heimatvereins in der National League B und sammelte in 40 Partien 20 Scorerpunkte. Am Saisonende wechselte er vom EHC Chur zum HC Lugano, für den er in den Relegationsspielen der National League A debütierte.

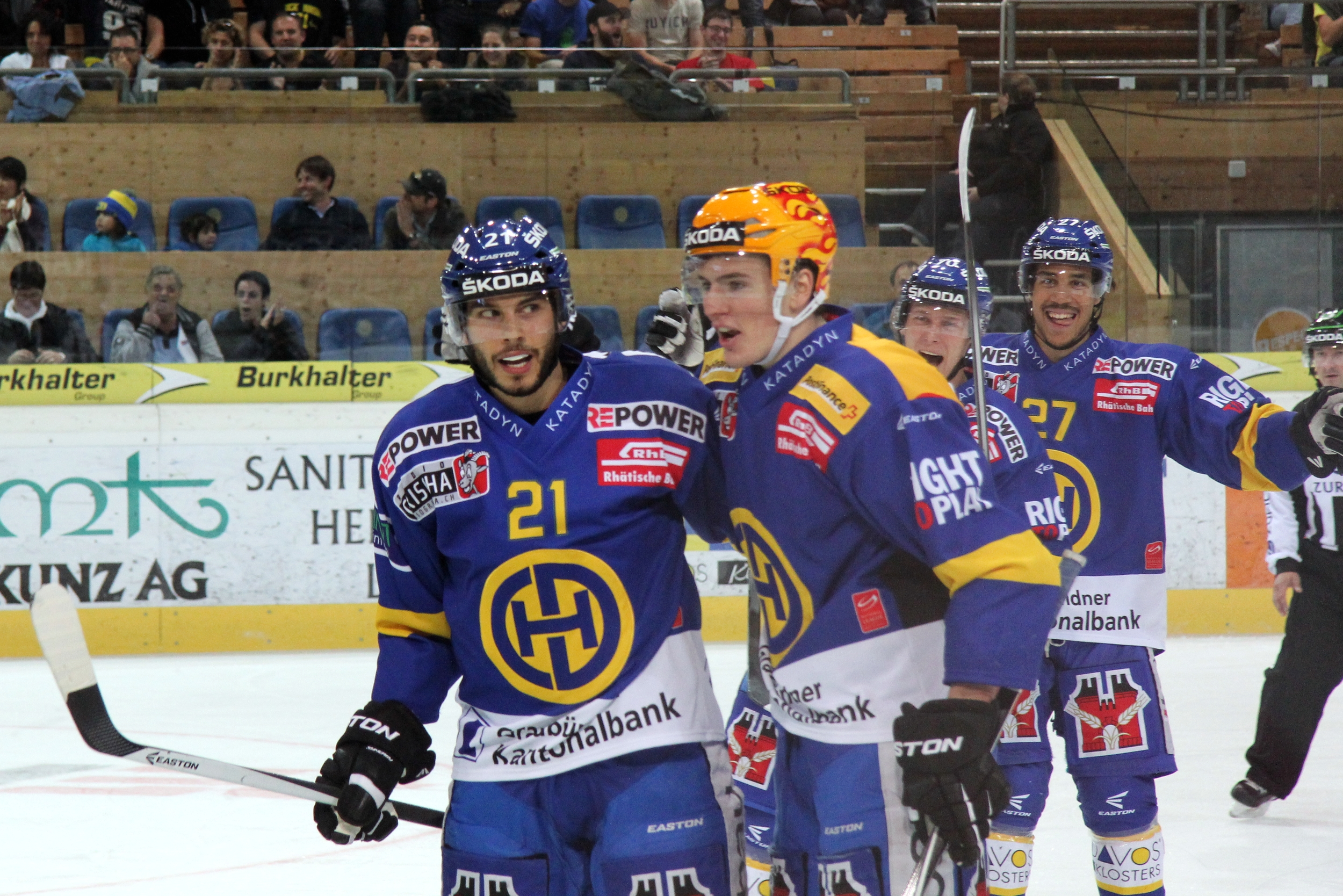
Mauro Jörg, Dario Simion, Enzo Corvi und Samuel Gerra (v. l. n. r.)

In der folgenden Spielzeit spielte Mauro Jörg parallel für die Elite-A-Junioren und die Profimannschaft des HC Lugano, des Weiteren bekam er Einsätze in der Schweizer U20-Eishockeynationalmannschaft und beim HC Ceresio. In der Saison 2009/10 gehörte er fest zum NLA-Kader des HC Lugano, bevor nach Ausscheiden des Clubs in den Playoffs an den EHC Visp aus der NLB ausgeliehen wurde.
Während des NHL Entry Draft 2010 wurde er in der siebten Runde an 204. Stelle von den New Jersey Devils ausgewählt. Im März 2012 wechselte der Linksschütze innerhalb der National League A zu den Rapperswil-Jona Lakers und unterzeichnete einen Kontrakt bis zum Saisonende 2013/14. Für die Lakers absolvierte er in den folgenden zwei Spieljahren über 100 NLA-Partien, schaffte aber den Durchbruch zum Leistungsträger nicht. Daher entschied er sich 2014 für einen Wechsel zum HC Davos. Mit den Bündnern wurde 2015 Schweizer Meister.
Im Juni 2018 wurde sein Vertrag beim HCD aufgelöst und Jörg kehrte zum HC Lugano zurück.
Seit der Saison 2020/21 spielte Jörg beim HC Fribourg-Gottéron. Nach der Saison 2023/24 beendete er seine aktive Karriere.

### International
Mit dem eidgenössischen Nachwuchs, für den er bereits in der U17 gespielt hatte, nahm Jörg an der U18-Weltmeisterschaft 2008 in der Top-Division, der U20-Weltmeisterschaft 2009 in der Division 1 und – nachdem dort der Aufstieg gelungen war – an der U20-Weltmeisterschaft 2010 wiederum in der Top-Division teil.
Zu ersten Einsätzen in der Schweizer Herren-Auswahl kam er in der Spielzeit 2014/15. Er wurde aber noch nicht in großen Turnieren eingesetzt.

## Erfolge und Auszeichnungen
- 2009 Aufstieg in die Top-Division bei der U20-Weltmeisterschaft der Division I, Gruppe A
- 2015 Schweizer Meister mit dem HC Davos

## Karrierestatistik
1 Spiele wurden in der Relegation absolviert.

### International
(Legende zur Spielerstatistik: Sp oder GP = absolvierte Spiele; T oder G = erzielte Tore; V oder A = erzielte Assists; Pkt oder Pts = erzielte Scorerpunkte; SM oder PIM = erhaltene Strafminuten; +/− = Plus/Minus-Bilanz; PP = erzielte Überzahltore; SH = erzielte Unterzahltore; GW = erzielte Siegtore; 1 Play-downs/Relegation; Kursiv: Statistik nicht vollständig)